# Chiesa rossa (Kandinskij)
Chiesa rossa è un dipinto a olio su compensato (28×19,2 cm) realizzato nei primi del 1900 dal pittore Vasily Kandinsky. È conservato nel Museo di Stato Russo di San Pietroburgo.